# Wolfgang Wagner (operaregisseur)

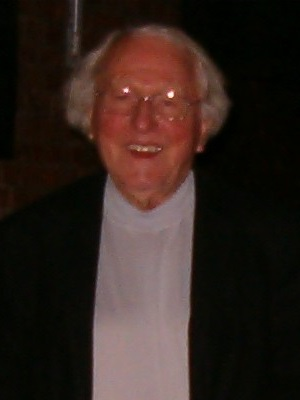
Wolfgang Wagner, 2004

Wolfgang Manfred Martin Wagner (Bayreuth, 30 augustus 1919 – aldaar, 21 maart 2010) was een Duitse operaregisseur en decorontwerper.

## Situering
Wolfgang Wagner was, samen met zijn broer Wieland (1917-1966)), van 1951 tot 2008 directeur en artistiek leider van de Bayreuther Festspiele. Wolfgang is het derde kind van componist Siegfried Wagner en zijn vrouw Winifred (geb. Williams) en dus een kleinzoon van componist Richard Wagner.
Wolfgang Wagner trouwde tweemaal, de eerste keer in 1943 met danseres Ellen Drexel. Met haar kreeg hij twee kinderen: theatermanager Eva Wagner-Pasquier (1945), tegenwoordig medewerkster bij de Festspiele in Aix-en-Provence, en Gottfried Wagner (1947). Na de scheiding in 1976 trouwde hij met zijn toenmalige secretaresse van het persbureau van de Festspiele Gudrun Mack, (geb. Armann, 1944-2007). Samen kregen zij in 1978 een dochter: Katharina Wagner.

In 2009 gaf hij na een halve eeuw de fakkel door aan zijn dochters Eva en Katharina.